# 耶莉察·科姆内诺维奇
耶莉察·科姆内诺维奇（1960年4月20日—），塞尔维亚女子篮球运动员。她曾代表南斯拉夫参加1980年和1984年夏季奥林匹克运动会篮球比赛，其中1980年奥运会获得一枚铜牌。